# Stefan Wojtkowiak
Stefan Wojtkowiak (* 9. August 1923 in Zalesie; † 12. März 2012 in Łódź) – war polnischer Historiker, Politologe, Professor und Hochschullehrer, Oberst in der Polnischen Volksarmee.
Sein Großvater, Jan Wojtkowiak, nahm am Januaraufstand teil; sein Vater, Marcin, war Teilnehmer des Posener Aufstandes und des Polnisch-Sowjetischen Krieges.

## Kriegszeit
Freiwilliger in der Schlacht an der Bzura, Teilnehmer der Konspiration (Austräger des Bulletins Dla ciebie Polsko 1940–41); seit 1942 Linksaktivist (zahlreiche Sabotage-Aktionen während Zwangsarbeiten); Teilnehmer der Kämpfe gegen die UPA im Jahre 1946.

## Wissenschaftliche Tätigkeit
Wissenschaftlicher Mitarbeiter: zunächst in der Militärischen Medizin-Akademie, seit 1974 an der Universität Łódź. Absolvent der Geschichte an der UŁ 1957, Doktor der Geisteswissenschaften 1962, habilitierter Doktor 1969, außerordentlicher Professor 1990; Rezensent von zehn Doktorarbeiten und einer Habilitation. Sein wissenschaftliches Schaffen umfasst über 170 Publikationen im Bereich der Geschichte, historischen Geographie und Religionswissenschaft. Mitbegründer des Museums der Medizinischen Universität in Łódź (früher Museum des militärischen Gesundheitswesens).

## Tätigkeit in akademischen Gesellschaften
Seit den 1940er Jahren Mitglied der Polnischen Geschichtsgesellschaft; 1959–1970 Mitglied der Polnischen Gesellschaft für Medizin- und Pharmaziegeschichte; 1959–1974 Mitglied der Kommission der Sozialwissenschaften beim Ministerium für Landesverteidigung. 1982–1986 Vorsitzender der Lodzer Abteilung der Polnischen Gesellschaft für Politikwissenschaften. Der Initiator, Begründer und der erste Vorsitzende der Lodzer Abteilung der Gesellschaft für säkulare Kultur.

## Auszeichnungen
Ausgezeichnet unter anderem mit dem Orden Polonia Restituta und mit zahlreichen Kriegsauszeichnungen.

## Publikationen
- Szkolnictwo medyczne w Wojsku Polskim w latach 1918-1958, Łódź 1968
- Lancet i karabin. Dzieje szkolnictwa medycznego w Wojsku Polskim, Warszawa 1973
- Zarys dziejów wojskowej służby zdrowia, Warszawa 1974 (Zusammenarbeit mit Jan Talar, Witold Majewski, Feliks Piotrowski)
- Zarys polityczny społeczeństwa, Łódź 1981
- Rola propagandy w kształtowaniu świadomości historycznej, Łódź 1984 (Zusammenarbeit mit Jerzy Piontek)
- Wojskowe Sanatorium Uzdrowiskowe w Ciechocinku, Włocławek 1985 (Zusammenarbeit mit Szymon Kubiak)
- Prawosławie wczoraj i dziś. Zarys popularny, Warszawa 1995
- Narodowości i wyznania religijne w Łodzi, Łódź 1997 (Zusammenarbeit mit Andrzej Gałecki, Bogdan Bilecki, Oleg Grynsztajn)
- Jak przez wieki administracyjnie dzielono i jak ostatnio podzieliliśmy terytorium Polski. Państwowe, administracyjne, wojskowe i wyznaniowe podziały terytorialne na ziemiach polskich. Zarys popularny, Łódź 2000